# Lachambre
Lachambre é uma comuna francesa na região administrativa de Grande Leste, no departamento de Mosela. Estende-se por uma área de 7,86 km². Em 2010 a comuna tinha 944 habitantes (densidade: 120,1 hab./km²).